# Unió de Socialdemòcrates - menxevics i treballadors rurals
Unió de Socialdemòcrates - menxevics i treballadors rurals (en letó:  Latvijas Strādnieku sociāldemokrātu mazinieku partija; oficialment: Demokrātiskais centrs un bezpartejiskie sabiedriskie darbinieki) va ser un partit polític de Letònia al període d'entreguerres dirigit per Marģers Skujenieks.
El partit va ser creat al juliol de 1921 com una ruptura amb el Partit Socialdemòcrata Obrer Letó. Van guanyar set escons en les eleccions de 1922, convertint-se en el tercer partit del Saeima. A les eleccions de 1925 van reduir a quatre places, i només va guanyar dos escons en les eleccions de 1928. El partit es va dissoldre el 1929.

## Resultats electorals
| Any  | Vots   | %    | Escons  | +/- |
| ---- | ------ | ---- | ------- | --- |
| 1922 | 49,595 | 6.26 | 7 / 100 | Nou |
| 1925 | 30,025 | 3.61 | 4 / 100 | 3   |
| 1928 | 11,774 | 1.27 | 2 / 100 | 2   |